# Idyll
Idyll (grekiska: eidy’llion, liten bild) är en typ av dikt skapad av sicilianen Theokritos, som var verksam under första hälften av 200-talet f.Kr. De sicilianska herdarnas växelsånger var förebilder för enkla dikter, med dramatisk läggning om scener i herdars och lantmäns samt andra lägre samhällsmedlemmars enkla naturliv. Herdelivet framstår hos honom som i det hela ett idealiskt lugnt och lyckligt naturtillstånd.
Efterföljarna Bion och Moschos tog en ton skild från mästarens naturtrohet och gav uttryck åt veka känslor och strävade efter prydlighet i formen. Hos romarna var Vergilius en författare av herdedikter (ekloger) efter Theokritos’ mönster, men de var anpassade till tidens smak och åskådningssätt samt till viss grad allegoriserande. 
Adam de la Halle skriver om idyllen i "Le jeu de Robin et Marion", men det är först under renässansen som diktformen fullt återupplivas, dels i form av lärd och allegorisk eklog i Vergilius’ stil av Francesco Petrarca. Nya stilar som herderomaner av bland annat Giovanni Boccaccio och Jacopo Sannazaro och herdedrama av bland annat Torquato Tasso ("Aminta"), Giovanni Battista Guarini ("Il pastor fido"). Idyllerna av Salomon Gessner och Jean-Pierre Claris de Florian anslöt sig till den äldre formen av idyll.
Den äldre idyllen var i det närmaste ett växelbegrepp till herdedikten, med efter Jean-Jacques Rousseau genombrott antog idyllen nya former och var ofta en exotisk roman Jacques Henri Bernardin de Saint-Pierre ("Paul et Virginie"). Anna Maria Lenngren ("Den glada festen"), Johann Heinrich Voss ("Luise") och Johan Ludvig Runeberg ("Hanna") har hämtat sina motiv från livet på en lantlig prästgård  och Jean Pauls "Schulmeisterlein Wutz" handlar om skollärarlivet men med ett övervägande intresse fäst vid den godmodige skolmästarens person. 
I överförd betydelse är idyll en problemfri värld, ofta med betydelsen opåverkad av industrialiseringen och förknippad med en lantlig miljö men också  förortsidyll eller småstadsidyll.